# Büyükdağdere, Sındırgı
Büyükdağdere là một xã thuộc huyện Sındırgı, tỉnh Balıkesir, Thổ Nhĩ Kỳ. Dân số thời điểm năm 2010 là 644 người.